# Impact
Impact(インパクト)は、JavaScriptとHTMLによってPC/MacおよびiOS/Androidの両方で動作するゲームを実現するためのゲームエンジンである。

## 機能・特徴
Impactには次のような機能・特徴がある。
- ブラウザに依存しないゲームエンジン
- HTML5ベースでクロスプラットフォームを実現
- 有償ライセンスなのでサポートが充実
- 動作が高速